# 叉枝軸孔珊瑚
叉枝軸孔珊瑚（学名：Acropora pulchra）为軸孔珊瑚科軸孔珊瑚屬下的一个种。